# NGC 3607
NGC 3607 este o quasar situată în constelația Leul. A fost descoperită în 14 martie 1784 de către William Herschel. Se află la o distanță de 22,49 de megaparseci de Pământ.